# Skanderborg Stadion
Skanderborg Stadion er et stadion i Skanderborg, som er hjemsted for byens fodboldklub, kommende deltager i 2. division vest, FC Skanderborg.